# 현대 i20
현대 i20(Hyundai i20)은 2008년에 출시된 현대자동차의 서브 컴팩트 카이다.

## 1세대(PB)

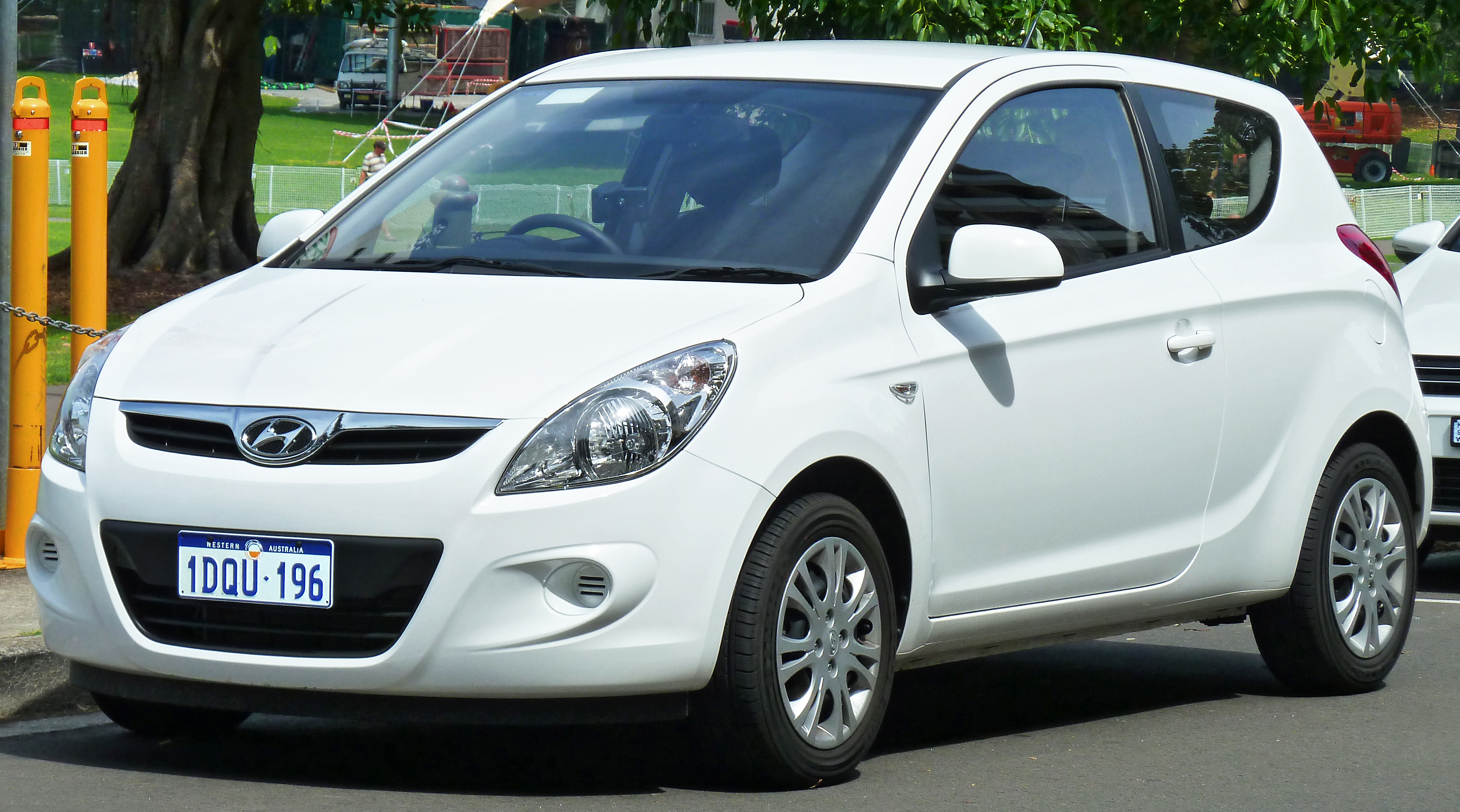
현대 i20 (전기형) 정측면

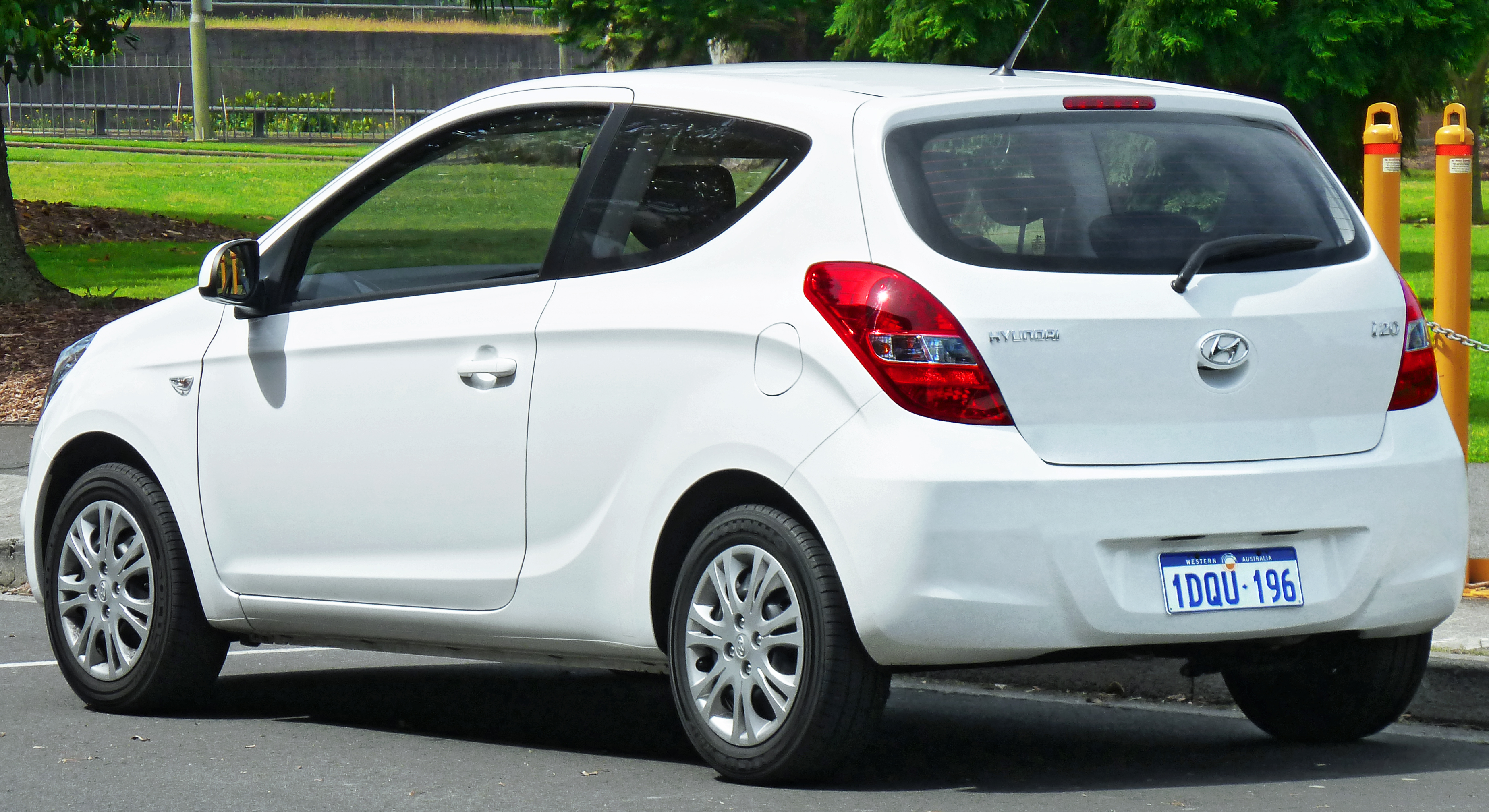
현대 i20 (전기형) 후측면

해외에서는 기존의 클릭을 대체했다. 그러나 대한민국에서는 소형차 시장의 규모, 유럽 전략형 차, 해외에서 생산되어 수입하는 것으로 인해 떨어지는 가격 경쟁력과 노조의 반대 등으로 인하여 판매되지 않는다. 유럽에서의 현대자동차의 새로운 네이밍 방식을 적용한 i20은 영감(inspiring), 기술(intelligence), 혁신(innovation)의 첫 글자인 i, 유럽에서 B 세그먼트를 나타내는 숫자 20을 결합하여 결정된 차명이다. 2012년에 페이스 리프트를 거쳐 현대자동차의 패밀리 룩인 헥사고날 그릴이 적용되었다. 2013년 1월에 현대자동차는 2014년에 개최될 WRC에 본격 참여한다고 밝히며, 3도어를 베이스로 300마력급 터보 차저가 장착된 1.6L 엔진과 경기 전용 6단 시퀀셜 변속기, 4륜구동, 롤 케이지가 장착된 랠리 카를 공개했다. WRC 도전 의사를 밝힌 이후 1년 3개월여 만에 티에리 누빌과 다니 소르도를 영입하고, 타이틀 스폰서로 로열 더치 쉘을 선정해 공식 팀 명칭인 현대 쉘 월드 랠리 팀(Hyundai Shell World Rally Team)을 런칭했다. 그러나 2014년 WRC 1차 대회인 몬테카를로 랠리에서 1대는 눈길에 미끄러져 충돌했고, 다른 1대는 전자 장비 이상으로 리타이어하는 굴욕을 당했다. 그러나 전열을 다시 재정비하여 2014년 9월에 열린 WRC 독일 랠리에서 우승하며, 현대 쉘 월드 랠리 팀의 창단 첫 우승의 영광을 안았다.

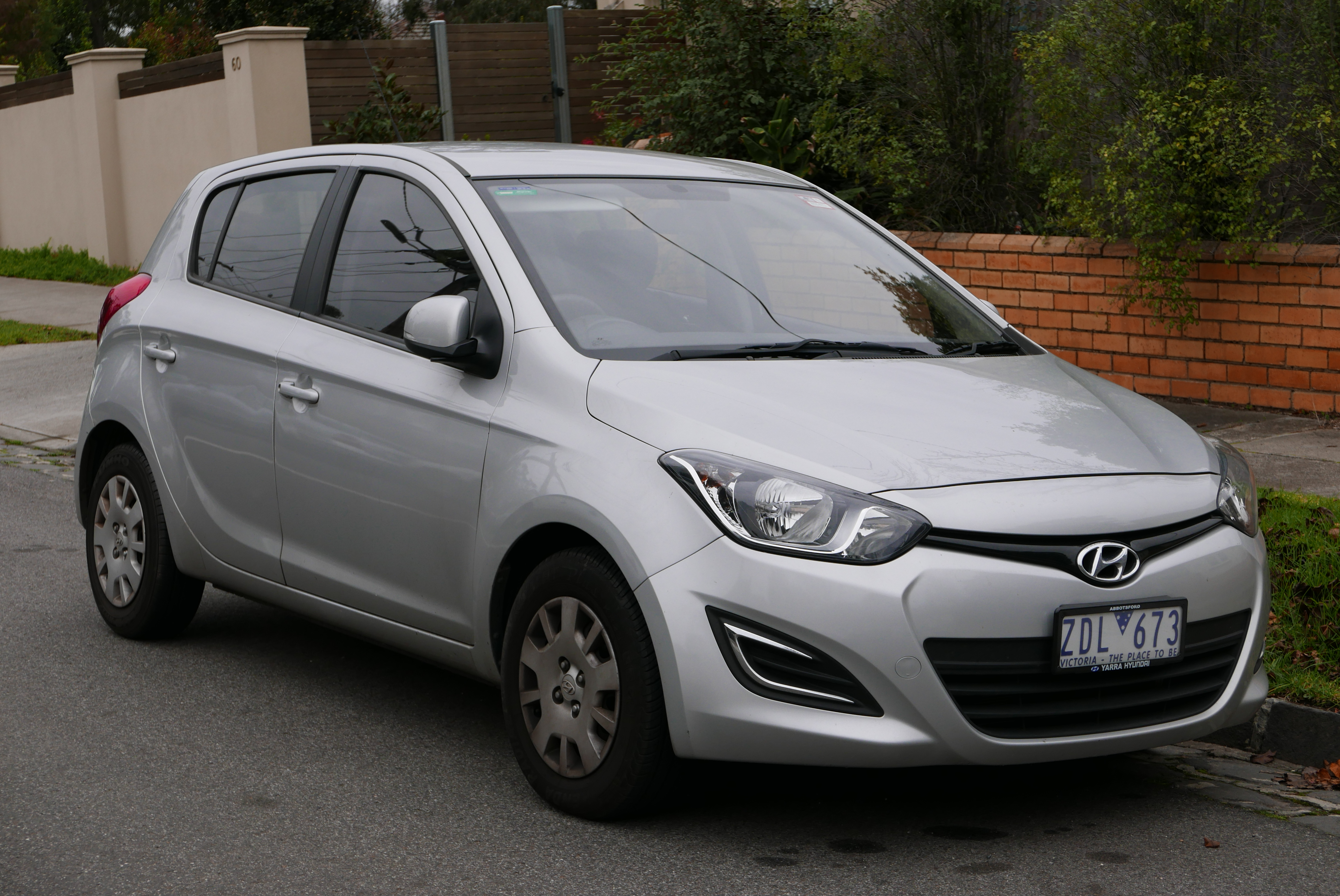
현대 i20 (후기형) 정측면
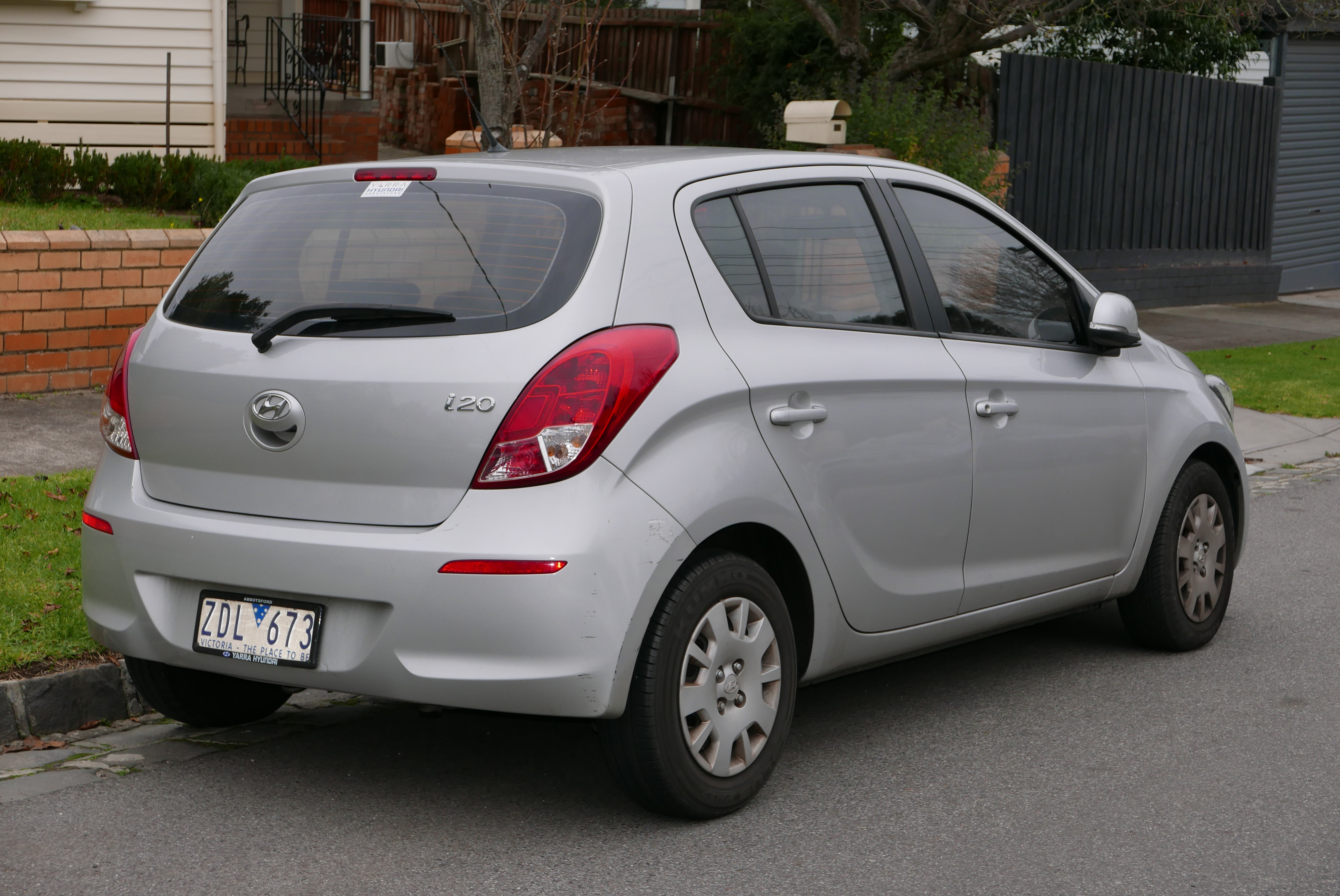
현대 i20 (후기형) 후측면
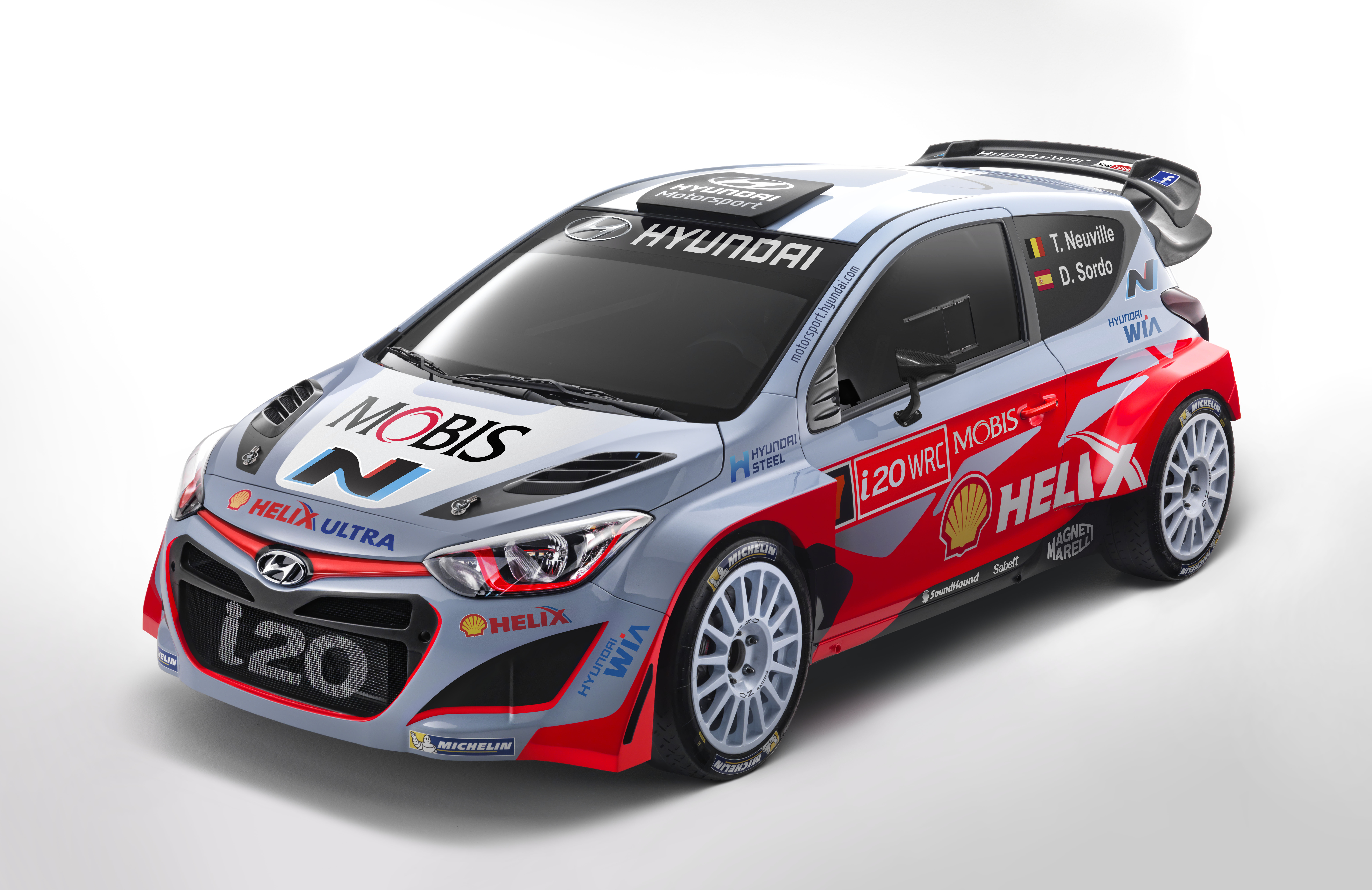
현대 i20 (후기형) WRC 랠리카 정측면
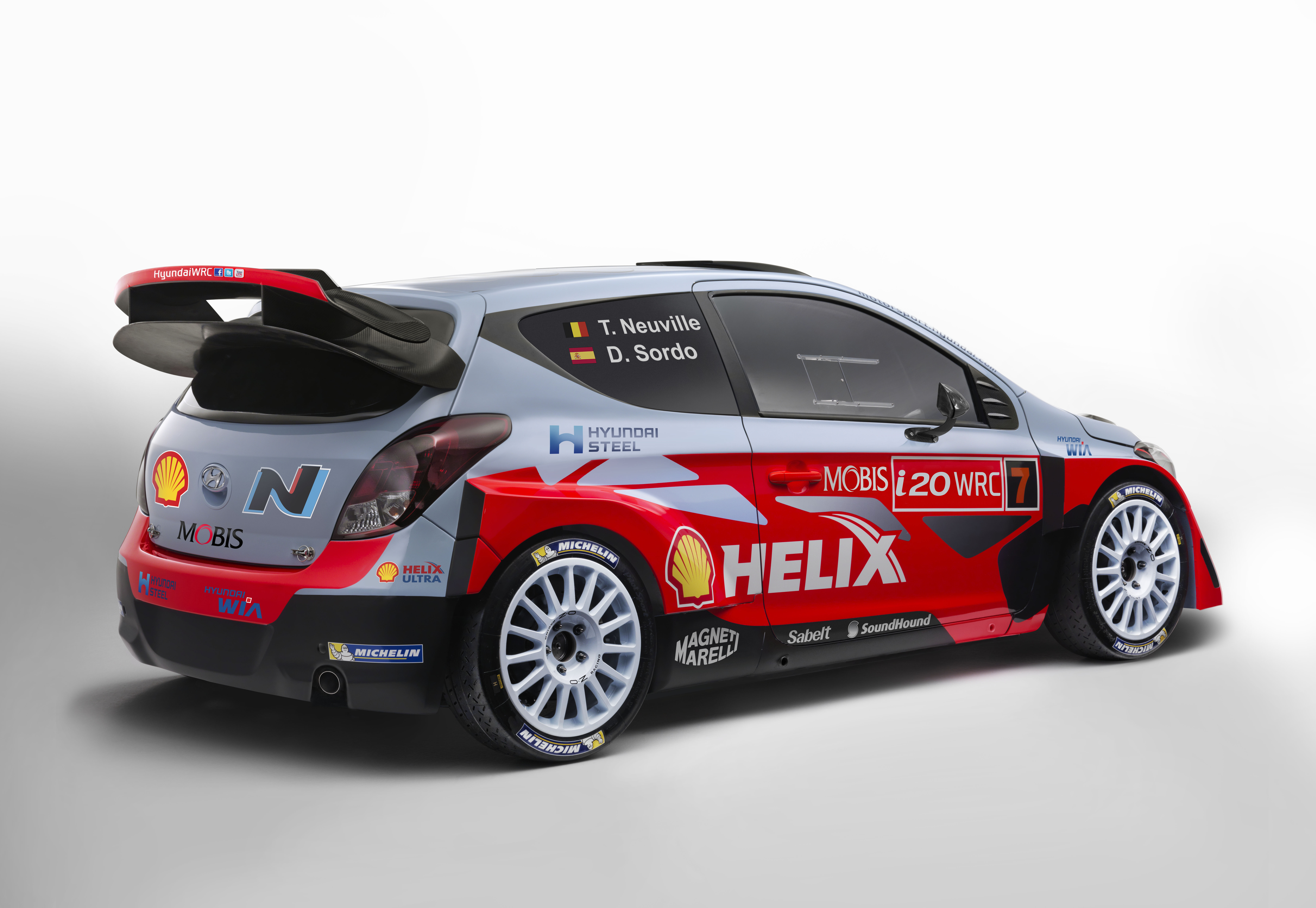
현대 i20 (후기형) WRC 랠리카 후측면

### 제원(전기형)
- 전장(mm) : 3,940
- 전폭(mm) : 1,710
- 전고(mm) : 1,490
- 축거(mm) : 2,525
- 승차정원 : 5명
- 변속기 : 수동 5단/자동 4단
- 서스펜션(전/후) : 맥퍼슨 스트럿/토션 빔
- 구동형식 : 전륜 구동

| 구분               | 1.4L 디젤 (수동 5단/수동 6단)                         | 1.6L 디젤 (수동 6단) | 1.2L 가솔린 (수동 5단) | 1.4L 가솔린 (수동 5단/자동 4단) | 1.6L 가솔린 (수동 5단/자동 4단) |
| ------------------ | ----------------------------------------------------- | -------------------- | ---------------------- | ------------------------------- | ------------------------------- |
| 연료               | 디젤                                                  | 디젤                 | 가솔린                 | 가솔린                          | 가솔린                          |
| 배기량(cc)         | 1,396                                                 | 1,582                | 1,248                  | 1,396                           | 1,591                           |
| 최고출력(ps/rpm)   | 75/4,000(수동 5단) 90/4,000(수동 6단)                 | 116/4,000            | 78/6,000               | 100/5,500                       | 124/6,300                       |
| 최대토크(kg*m/rpm) | 22.5/1,750–2,350(수동 5단) 22.5/1,750~2,750(수동 6단) | 26.5/1900–2750       | 11.9/4,000             | 13.9/4,200                      | 15.9/4,200                      |

### 제원(후기형)
- 전장(mm) : 3,995
- 전폭(mm) : 1,710
- 전고(mm) : 1,490
- 축거(mm) : 2,525
- 승차정원 : 5명
- 변속기 : 수동 5단/수동 6단/자동 4단
- 서스펜션(전/후) : 맥퍼슨 스트럿/토션 빔
- 구동형식 : 전륜 구동

| 구분               | 1.1L 디젤 (수동 6단) | 1.4L 디젤 (수동 6단) | 1.2L 가솔린 (수동 5단) | 1.2L 가솔린 (수동 5단) | 1.4L 가솔린 (수동 6단/자동 4단) |
| ------------------ | -------------------- | -------------------- | ---------------------- | ---------------------- | ------------------------------- |
| 연료               | 디젤                 | 디젤                 | 가솔린                 | 가솔린                 | 가솔린                          |
| 배기량(cc)         | 1,120                | 1,396                | 1,197                  | 1,248                  | 1,396                           |
| 최고출력(ps/rpm)   | 75/4,000             | 90/4,000             | 84/6,000               | 87/6,000               | 100/5,500                       |
| 최대토크(kg*m/rpm) | 18.4/1,750~2,500     | 22.4/1,500~2,750     | 11.6/4,000             | 12.2/4,000             | 13.9/4,200                      |

## 2세대(GB)

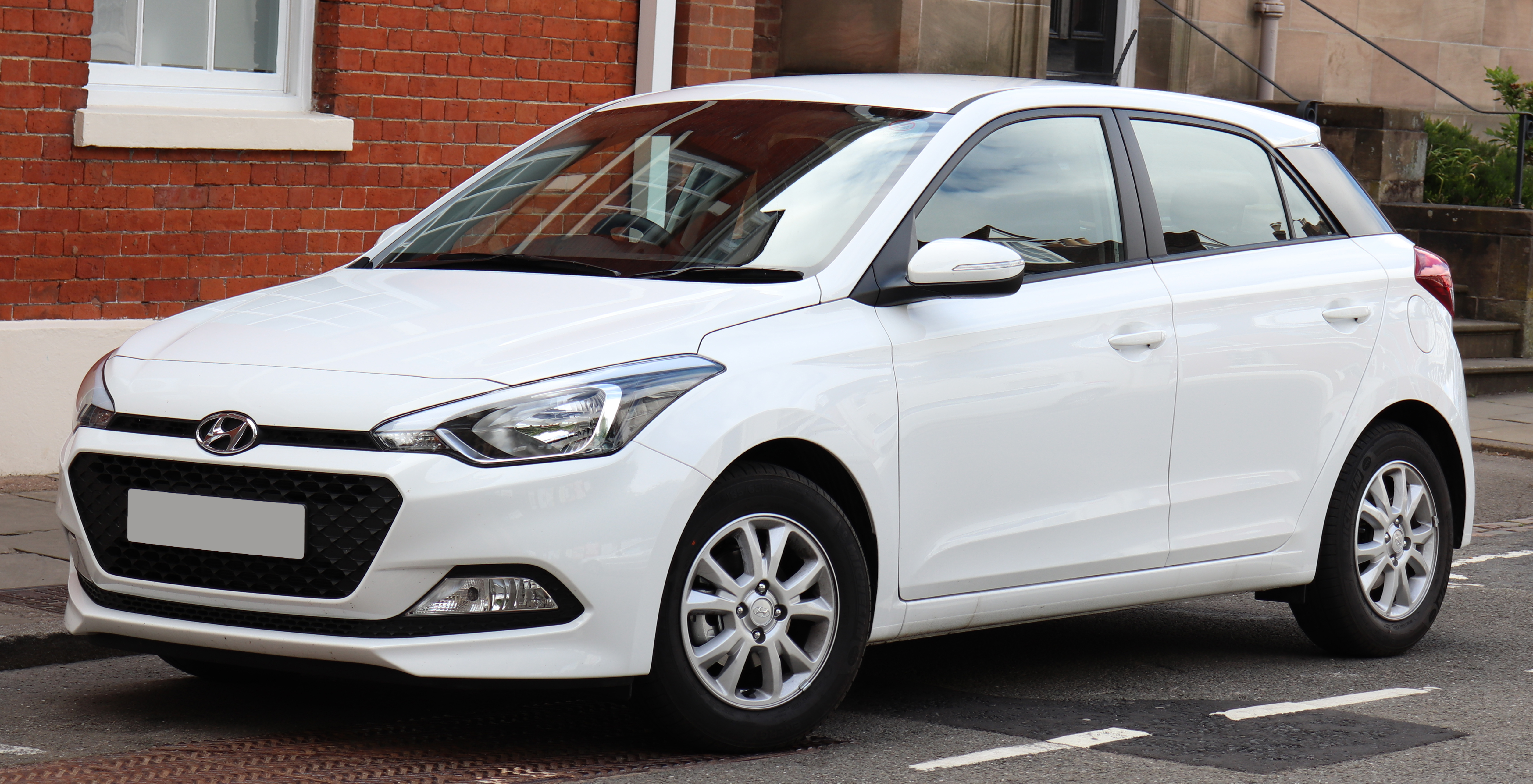
현대 i20 정측면

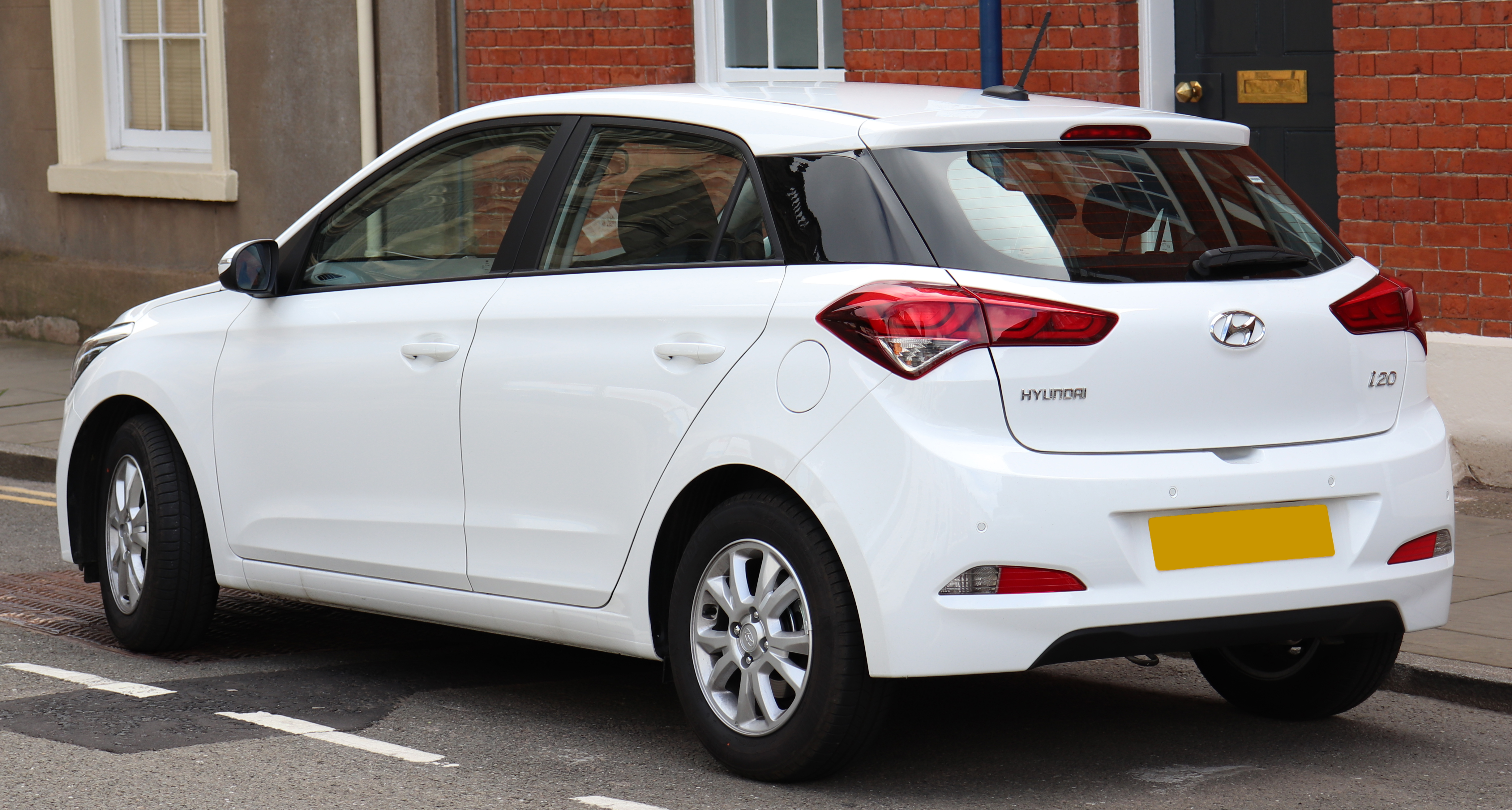
현대 i20 후측면

2014년 8월에 인도에서 먼저 출시되었고, 이후 유럽 등 다른 국가에도 선보였다. 현대자동차의 디자인 철학인 플루이딕 스컬프처 2.0이 반영된 절제된 디자인에 차체 색상과 다른 검은색 C 필러 등으로 젊은 감각을 살렸다. 인간 공학적 설계(HMI)가 반영된 인테리어는 조작성을 높이고, 주행 중 시선 분산을 줄였다. 또한 대시보드와 도어 트림에는 친환경 소재의 일종인 써머 플라스틱 올레핀이 적용되어 내구성을 높였다. 적재 공간은 1세대보다 10% 늘어난 326L의 공간을 확보했고, 2열 폴딩 시 1,042L까지 늘어난다. 유럽 사양은 인도 공장에서 터키 공장으로 생산지가 옮겨졌다. 같은 해 12월에 인도 올해의 차를 수상했다. 2015년 3월에 개최된 제네바 모터쇼에 쿠페로 명칭된 스포티한 루프 라인이 돋보이는 3도어가 선보였고, 같은 달에 i20 액티브가 인도에서부터 판매되기 시작했다. i20 액티브는 펜더와 사이드 스커트 등을 플라스틱 커버로 꾸몄고, 지상고를 20mm 높여 오프로드 주행이 용이하도록 했다. 현대 모터스포츠 팀은 WRC 2016시즌부터 2세대 i20을 기반으로 한 랠리카로 대회에 참가하고있다.

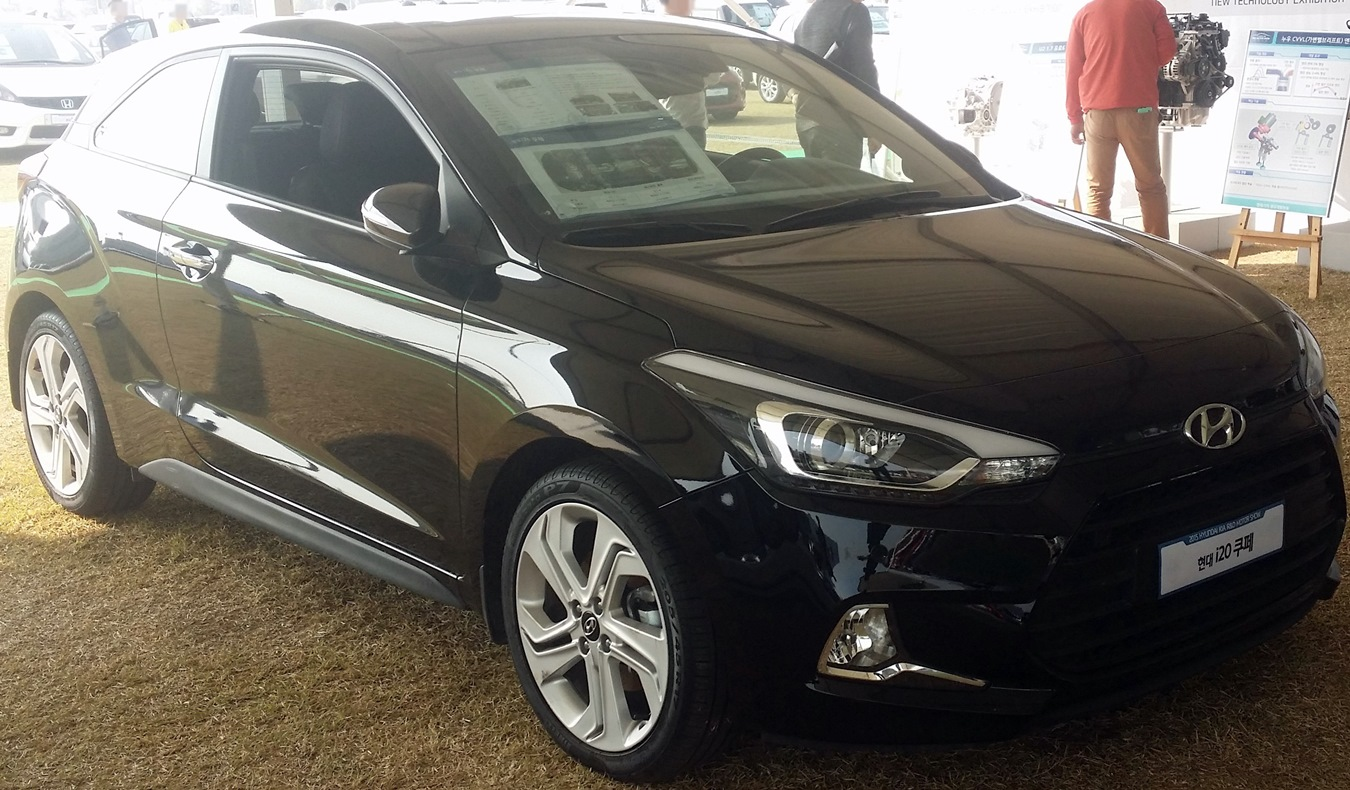
현대 i20 쿠페 정측면
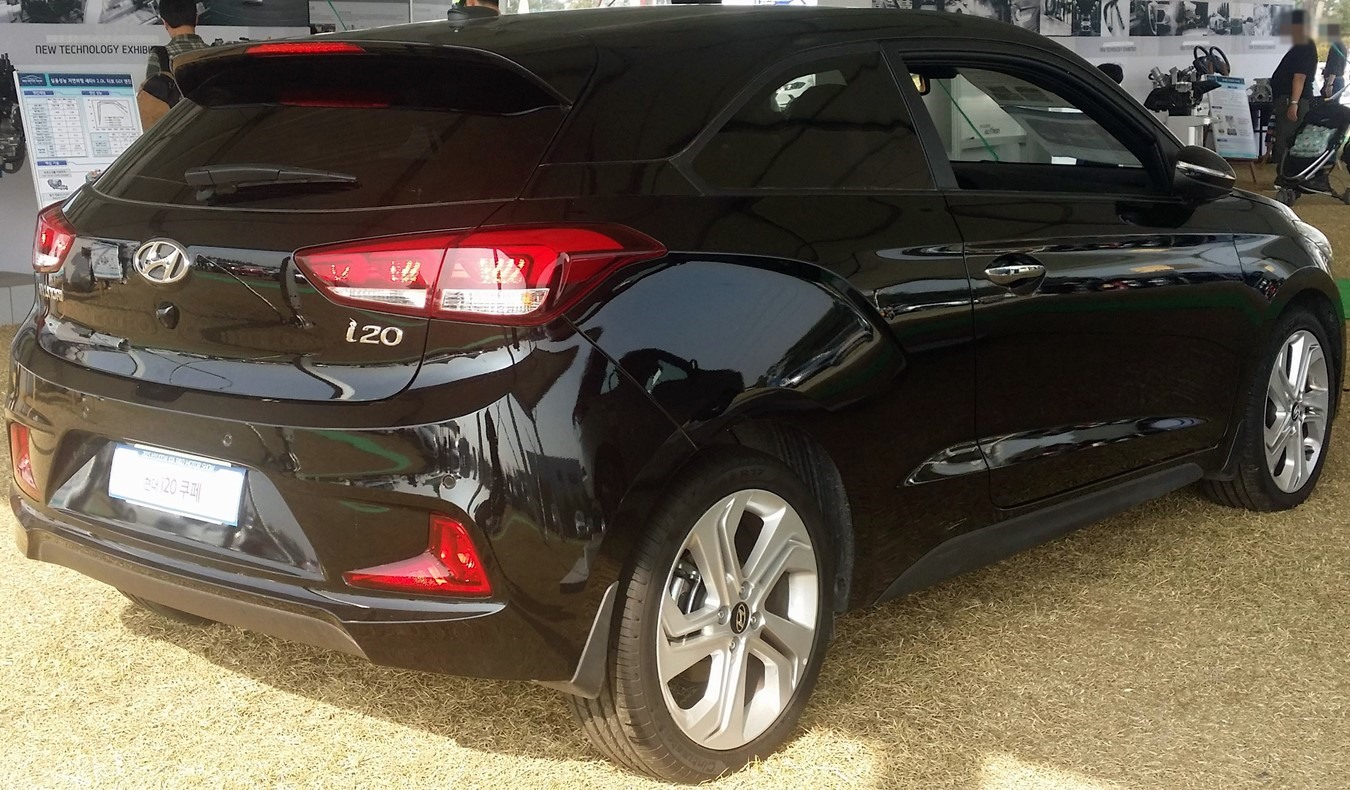
현대 i20 쿠페 후측면
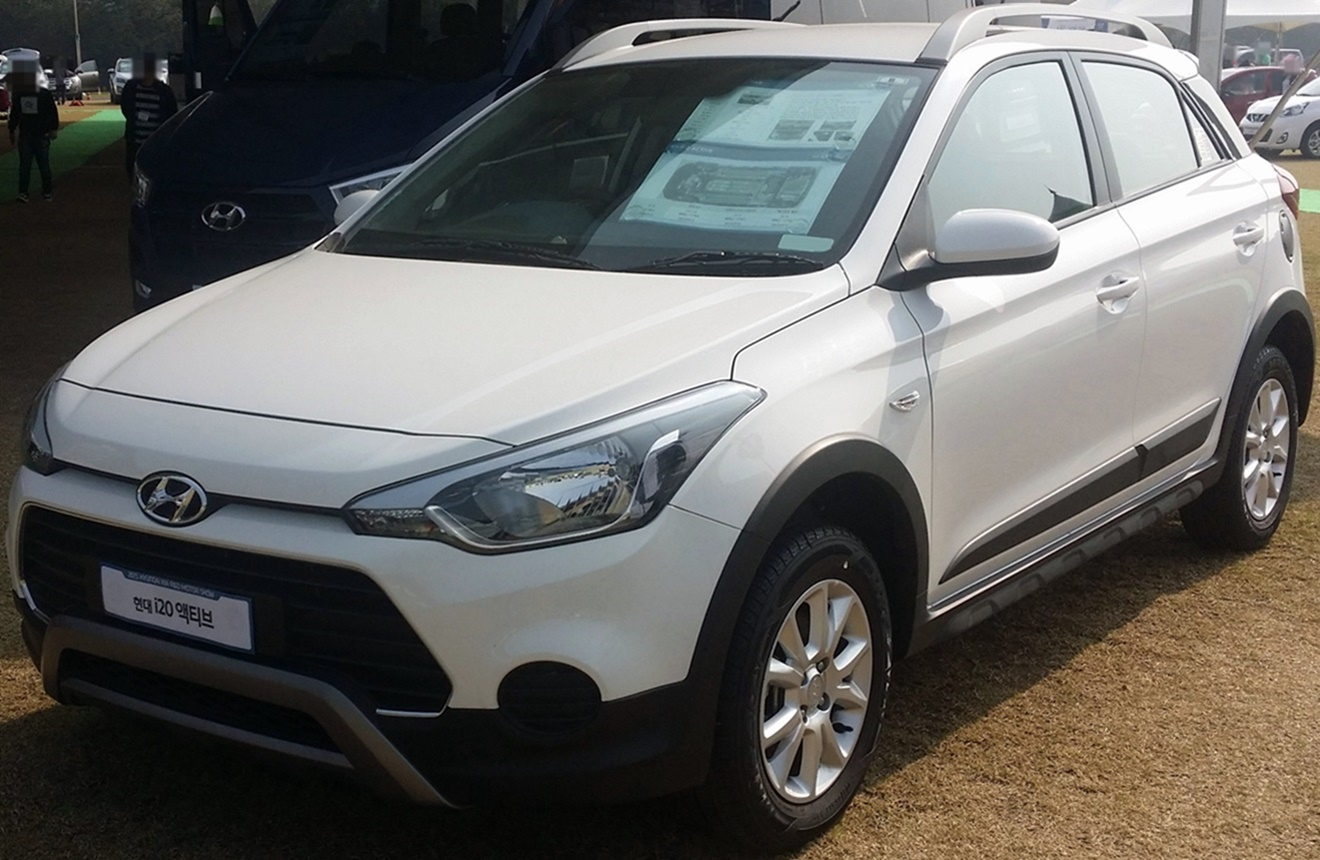
현대 i20 액티브 정측면
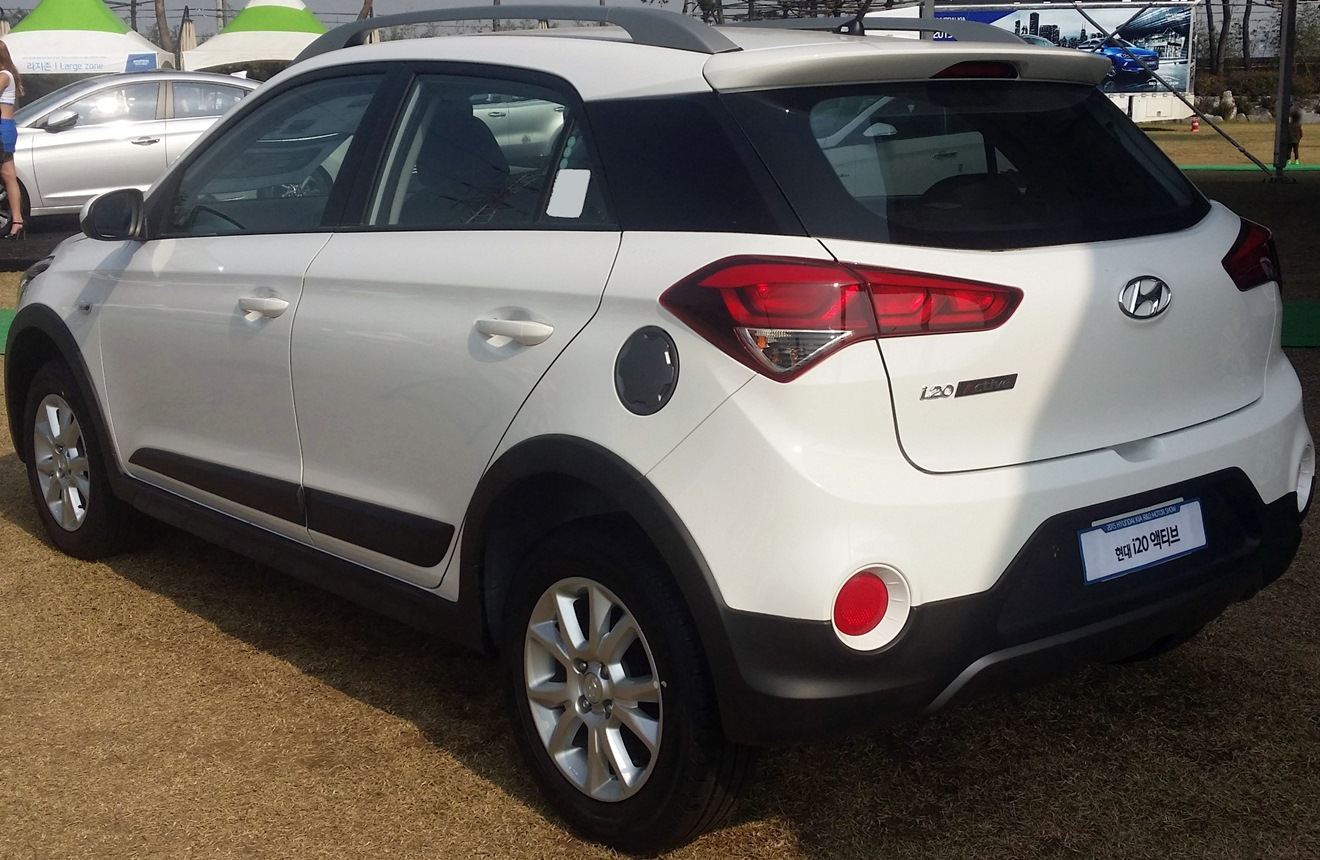
현대 i20 액티브 후측면
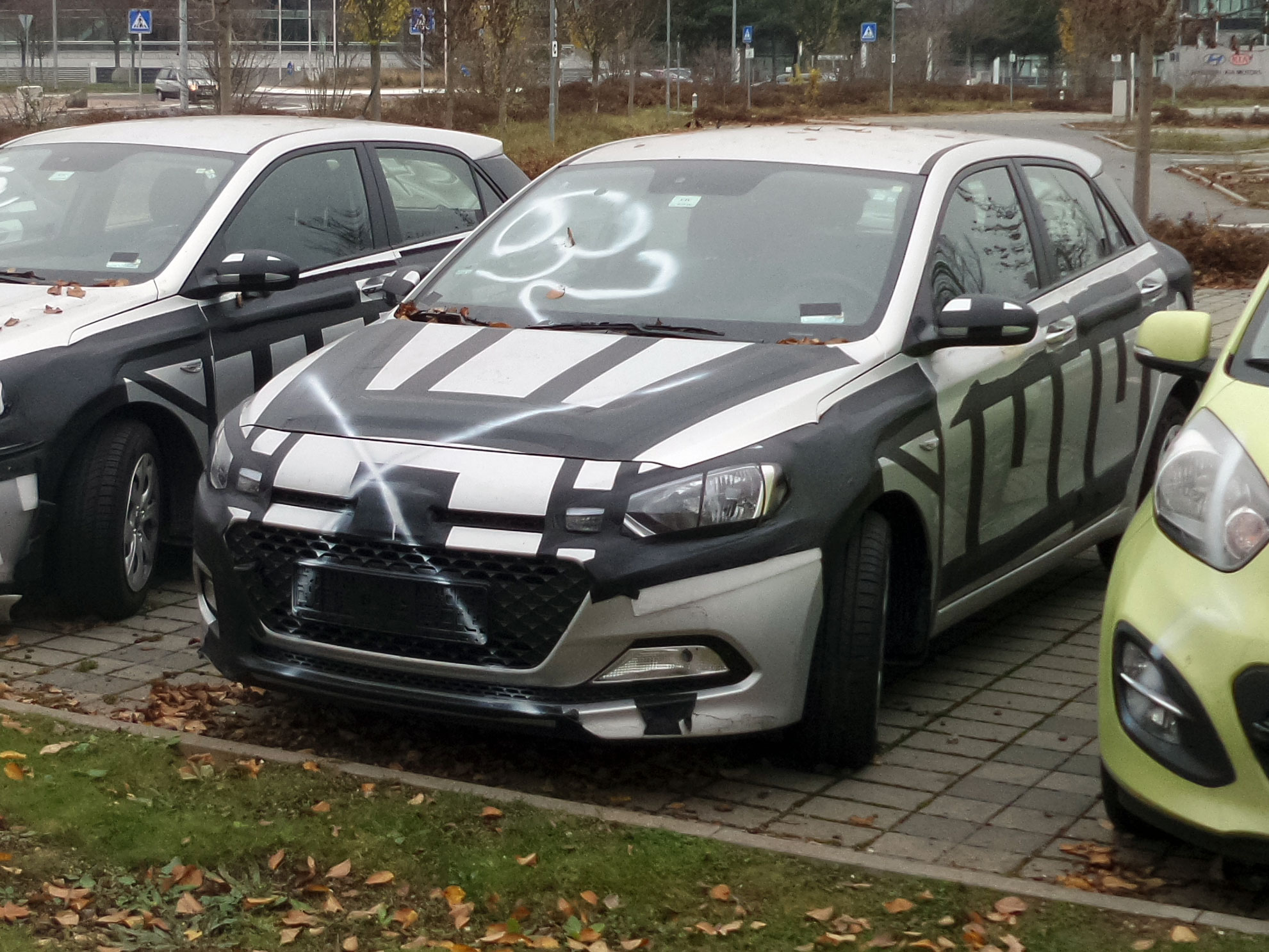
현대 i20 테스트뮬 정측면
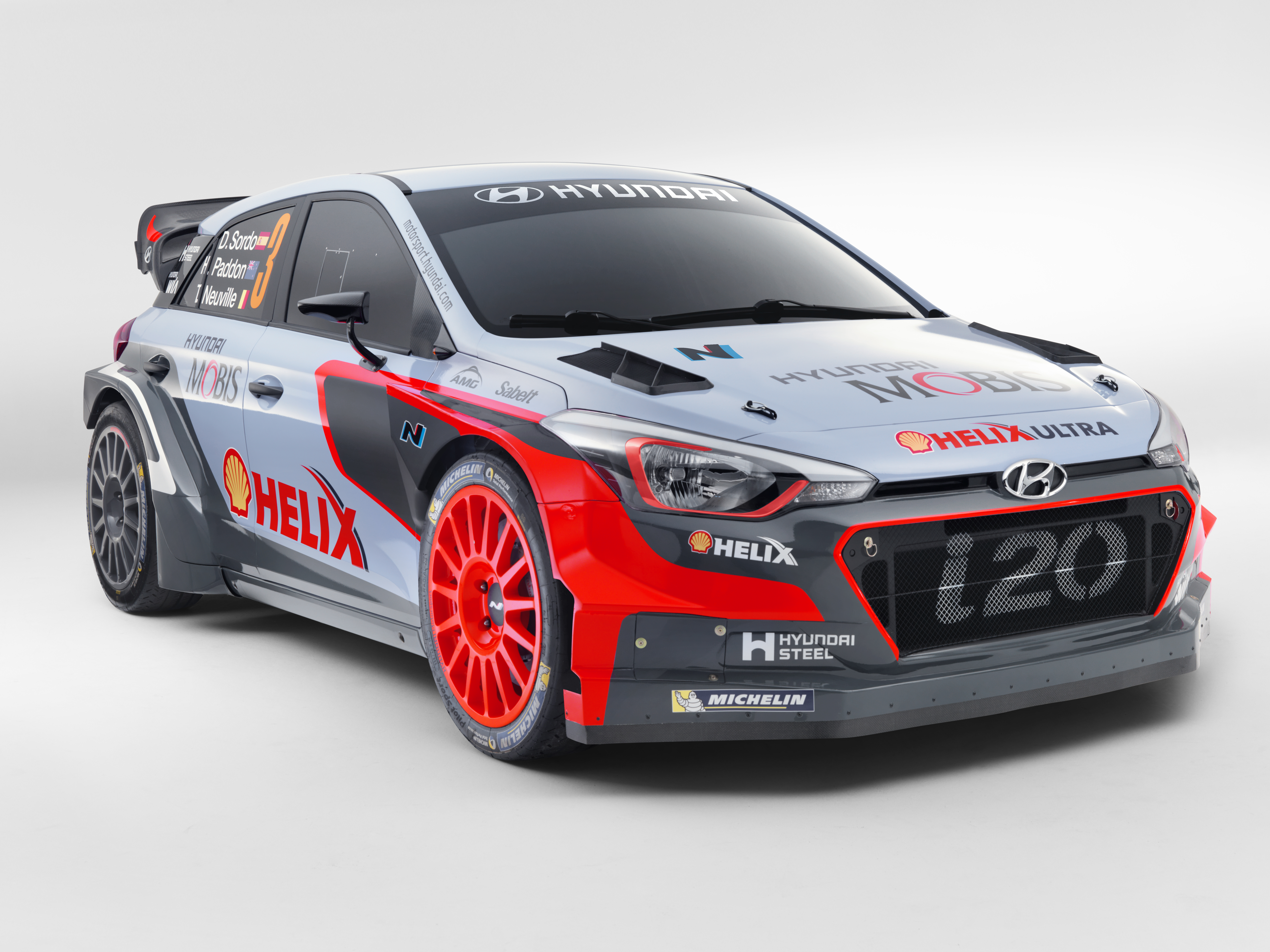
현대 i20 WRC 랠리카 정측면
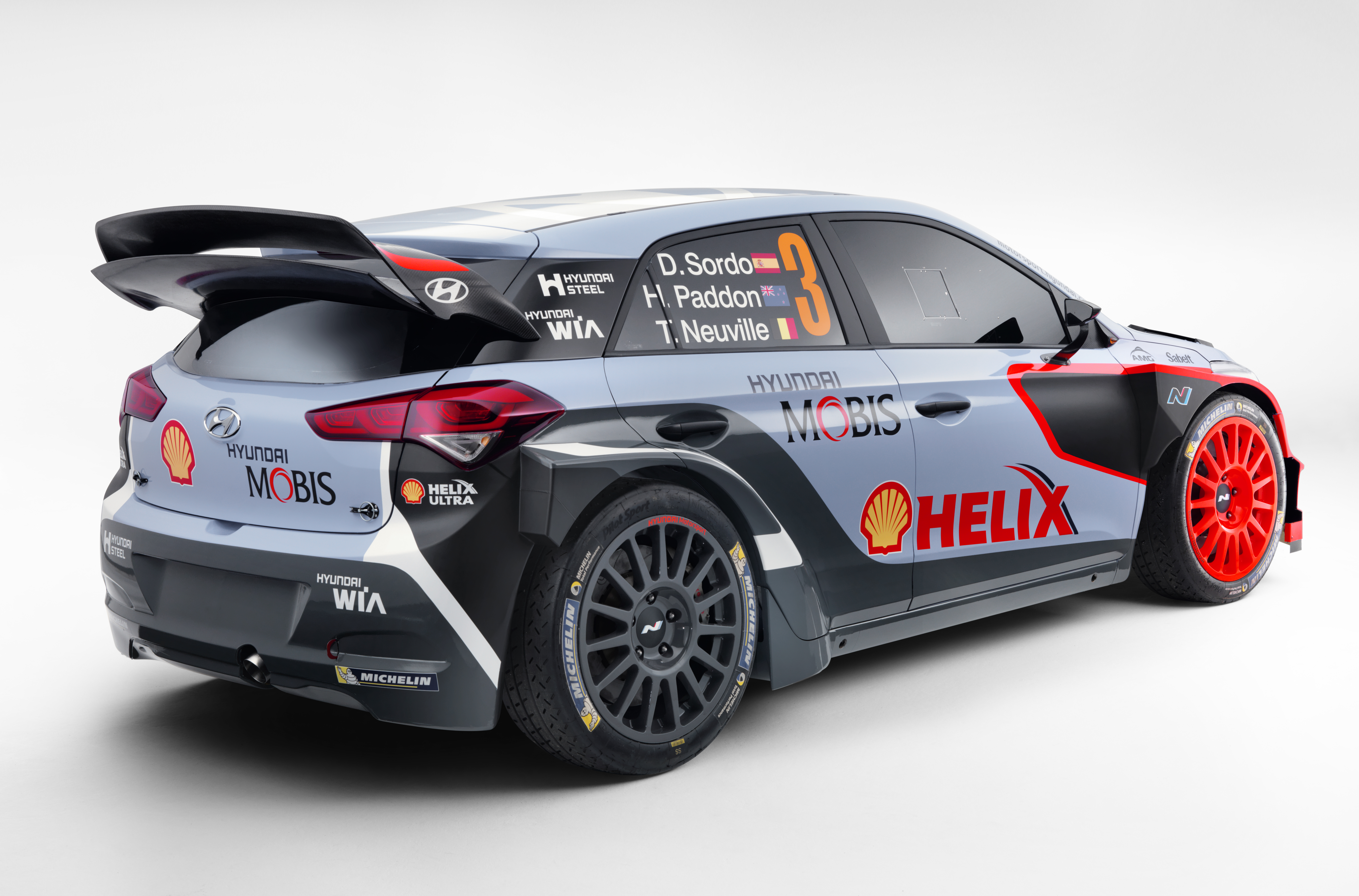
현대 i20 WRC 랠리카 후측면

### 제원
- 전장(mm) : 4,035/4,045(쿠페)
- 전폭(mm) : 1,734/1,730(쿠페)
- 전고(mm) : 1,474/1,449(쿠페)
- 축거(mm) : 2,570
- 승차정원 : 5명
- 변속기 : 수동 5단/수동 6단/자동 4단
- 서스펜션(전/후) : 맥퍼슨 스트럿/토션 빔
- 구동형식 : 전륜 구동

| 구분               | 1.1L 디젤 (수동 6단) | 1.4L 디젤 (수동 6단) | 1.2L 가솔린 (수동 5단)       | 1.4L 가솔린 (수동 6단/자동 4단) |
| ------------------ | -------------------- | -------------------- | ---------------------------- | ------------------------------- |
| 연료               | 디젤                 | 디젤                 | 가솔린                       | 가솔린                          |
| 배기량(cc)         | 1,120                | 1,396                | 1,248                        | 1,368                           |
| 최고출력(ps/rpm)   | 75/4,000             | 90/4,000             | 75/5,500(Low) 84/6,000(High) | 100/6,000                       |
| 최대토크(kg*m/rpm) | 18.3/1,750~2,500     | 24.5/1,500~2,500     | 12.4/4,000(Low/High)         | 13.7/3,500                      |

## 3세대(BC3)

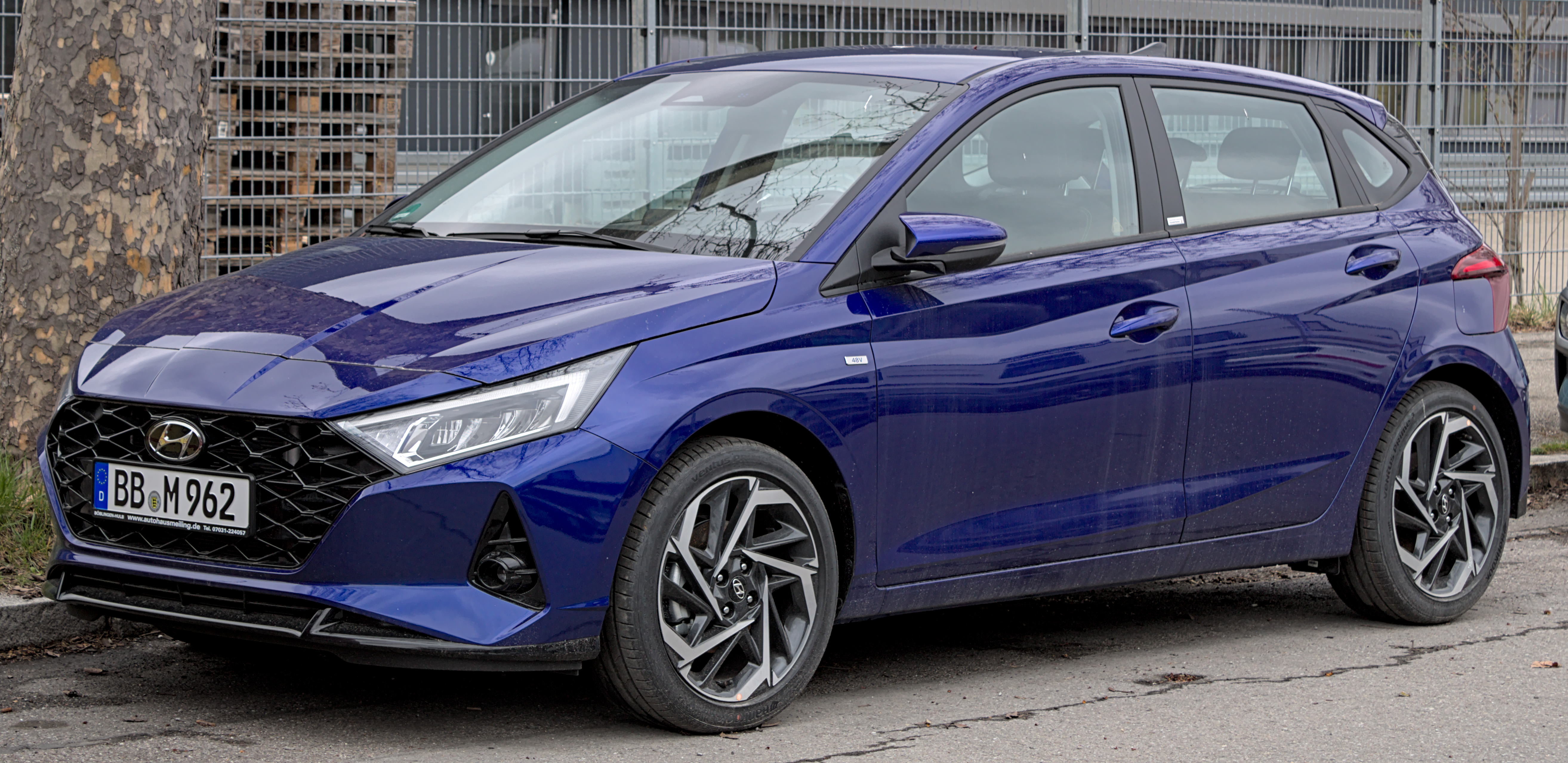
현대 i20 정측면

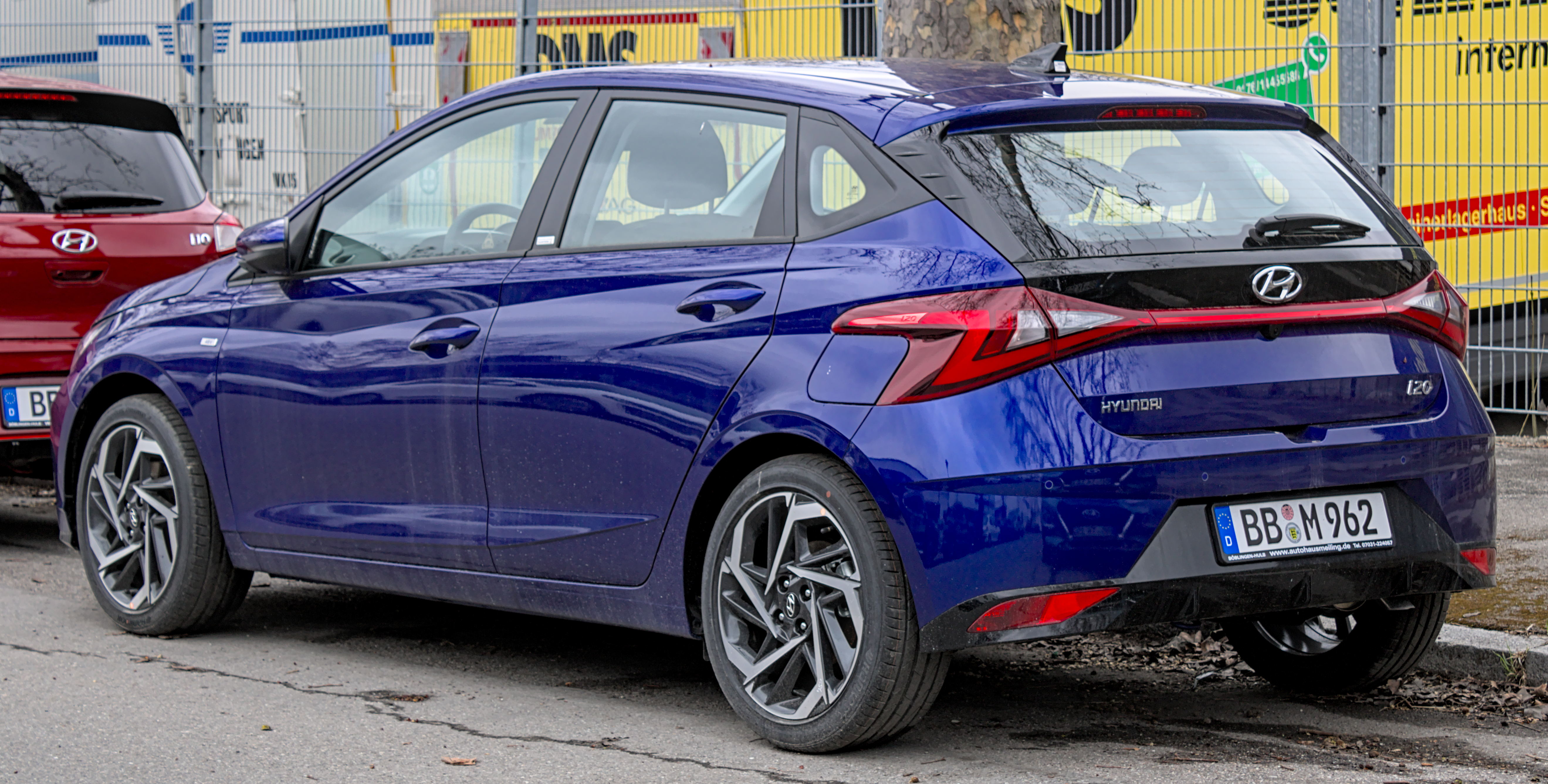
현대 i20 후측면

| 구분                 | 1.0L 카파 가솔린      | 1.2L 카파 가솔린      |
| -------------------- | --------------------- | --------------------- |
| 전장 (mm)            | 4,040                 | 4,040                 |
| 전폭 (mm)            | 1,775                 | 1,775                 |
| 전고 (mm)            | 1,450                 | 1,450                 |
| 축거 (mm)            | 2,580                 | 2,580                 |
| 승차 정원            | 5명                   | 5명                   |
| 변속기               | 수동 6단 DCT 7단      | 수동 5단              |
| 서스펜션 (전/후)     | 맥퍼슨 스트럿/토션 빔 | 맥퍼슨 스트럿/토션 빔 |
| 브레이크 (전/후)     | 디스크/디스크         | 디스크/디스크         |
| 구동 형식            | 전륜 구동             | 전륜 구동             |
| 연료                 | 가솔린                | 가솔린                |
| 배기량 (cc)          | 998                   | 1,197                 |
| 최고 출력 (ps/rpm)   | 120/6,000             | 84/6,000              |
| 최대 토크 (kg*m/rpm) | 17.5/1,500            | 12.0/4,000            |